# Tell el-Fārʿa (Nord)
Koordinaten: 32° 17′ 14,6″ N, 35° 20′ 16,1″ O
Tell el-Fārʿa (hebräisch תל אל-פארעה ‚hoher Ruinen-Hügel‘) ist eine wichtige archäologische Fundstätte in Palästina. Zumeist wird sie identifiziert mit der biblischen Stadt Tirza, die nach biblischer Darstellung zunächst eine kanaanäische Stadt und dann eine der ersten Königsstädte des Alten Israel war.
In wissenschaftlichen Veröffentlichungen wird die Stätte meist genauer „Tell el-Fārʿa (Nord)“ genannt, um sie von der gleichnamigen philistäischen Fundstätte Tell al-Fārʿa (Süd) zu unterscheiden.

## Identisch mit Tirza?

### Geschichte der Identifikation
Als man 19. Jhd. in der historischen Geographie damit begann, intensiver nach der Lage biblischer Stätten zu forschen, wurde zunächst nicht Tell el-Fārʿa mit Tirza identifiziert, sondern wegen des ähnlichen Namens das heutige Dorf Taluza (r > l ist ein häufiger Lautwandel in semitischen Sprachen). Tell el-Fārʿa hielt man stattdessen zumeist für Ofra (hebräisch עפרה, vgl. mit פארעה Fārʿa).
Die Ruinen bei Taluza wurden noch nicht ausgegraben. Dort gefundene Keramik (u. a. aus der Eisenzeit II, aber nicht aus der Spätbronzezeit) legt aber zumindest nahe, dass der Ort während der frühen Königszeit besiedelt, zuvor aber keine kanaanäische Stadt gewesen war, was nicht gut zur biblischen Darstellung der Geschichte von Tirza passt.
Der Vorschlag, Tell el-Fārʿa mit Tirza zu identifizieren, wurde das erste Mal 1931 durch William F. Albright gemacht. Tell el-Fārʿas Ausgräber, Roland de Vaux, hatte zunächst Zweifel, weil ihm die Ergebnisse seiner Grabungen nicht zu den biblischen Erzählungen zu passen schienen. Nachdem 1956 aber auch er Albright zugestimmt hatte, setzte sich die Identifikation in der Wissenschaft durch.

### Indizien für die Ortsidentität

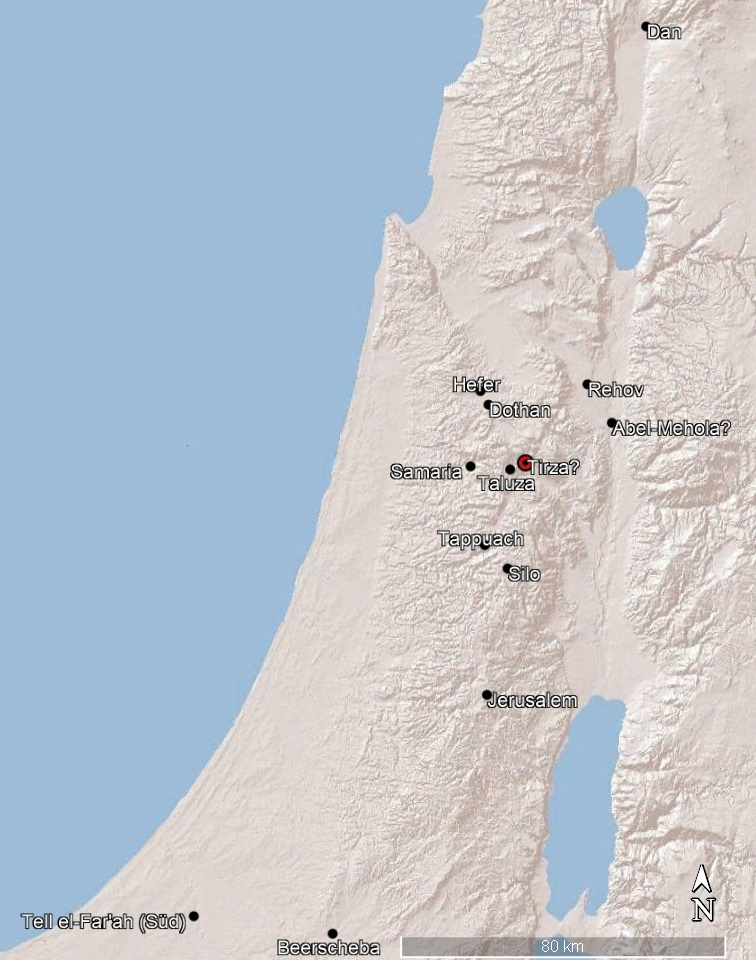
Tirza und weitere im Artikel genannte Orte

Die Indizien für eine Identifikation mit Tirza sind nicht sehr stark:
Das erste Indiz ist die biblische Erzählung von den Töchtern Zelofhads in Num 27 : Unter diesen fünf Töchtern heißen vier Tirza, Noa, Hogla und Machla (die fünfte heißt Milka). Nicht nur „Tirza“ ist darunter auch ein Ortsname: In den Samaria-Ostraca sind auch „Noa“ und „Hogla“ als Namen von Orten oder Regionen belegt, während „Machla“ sehr ähnliche Konsonanten hat wie der Ort (Abel-)Mehola (vgl. מחלה ‚Machla‘ mit מחולה ‚Mehola‘). Auch ihr Vorfahre Hefer trägt den Namen einer Stadt, die nördlich von Samaria im Dothan-Tal liegt (Tell el-Muhaffar). Num 27 scheint also wie viele Familiengeschichten im Pentateuch mindestens auch eine Ätiologie zu sein, die erklären soll, warum die Orte oder Regionen Tirza, Noa, Hogla und Machla (sowie wahrscheinlich auch Milka) zu einer bestimmten Zeit politisch zu Hefer gehörten – was wahrscheinlich macht, dass alle in der Nähe von Hefer lagen.
Ein zweites Indiz ist der Vers 2 Kön 15,16 , der nach einer der überlieferten Textvarianten lautet: „Damals besiegte König Menahem von Tirza aus die Stadt Tappuach (…)“. Danach scheint Tirza in der Nähe von Tappuach (Tell Abu Zarad) zu liegen.
Die einigermaßen sicher identifizierbaren unter den eben genannten Orten sind auf der Karte markiert; man kann aus diesen beiden Bibelstellen aber nur ableiten, dass sich Tirza wahrscheinlich irgendwo in der noch recht großen Region zwischen Hefer, Abel-Mehola und Tappuach befunden haben dürfte. Nimmt man die Bibel als Tatsachen-Bericht und sucht daher nach Orten, die bereits in der Spätbronzezeit besiedelt waren und die in der frühen Königszeit eine Königsstadt gewesen sein könnten, ist Tell el-Fārʿa ein geeigneterer Kandidat als viele andere Orte in dieser Region. Sehr gut ist er aber auch nach diesen Kriterien nicht geeignet; mehrere Charakteristika Tell el-Fārʿas widersprechen dem biblischen Zeugnis (s. u.).

## Ausgrabungen und Ergebnisse

### Umstände und Charakter der Ausgrabung
Tell el-Fārʿa hat eine sehr lange Siedlungsgeschichte; die ersten Funde stammen aus dem siebten Jahrtausend v. Chr. Ausgegraben wurde der Ort allerdings von 1946 bis 1960 – just, bevor sich auch in der Archäologie Palästinas die Analyse der Stratigraphie als archäologische Methode durchsetzte und die biblische Archäologie zunehmend verwissenschaftlicht wurde. Der Ausgrabungsleiter Roland de Vaux legte seinen Fokus daher erstens sehr stark auf die Bronze- und Eisenzeit als der Zeitspanne, in der die biblischen Erzählungen spielen, grub zweitens den Ort auf eine Weise aus und interpretierte seine Funde auf eine Weise, die heutigen wissenschaftlichen Ansprüchen nicht mehr genügen, und verstarb drittens noch vor Veröffentlichung eines Abschlussberichts, den danach andere Archäologen auf Basis seiner Aufzeichnungen besorgen mussten.
Das führt dazu, dass die Ergebnisse der Ausgrabungen nicht sehr sicher sind: Im Falle der Bronzezeit kam schon der Verfasser des Abschlussberichts, Joël Mallet, bei der Interpretation von de Vaux’ Fotos und Aufzeichnungen zu sehr anderen Ergebnissen als dieser; William G. Dever hat diese Interpretationen dann noch einmal revidiert. Die noch besser dokumentierten Funde aus der Eisenzeit sind noch umstrittener. Unter anderem deshalb wird der Ort aktuell noch einmal von Neuem ausgegraben. Bisher wurde jedoch noch wenig von diesen neuen Ausgrabungen veröffentlicht.

### Bronzezeit
Nach einer langen und noch unerklärten Besiedlungslücke von gut 600 Jahren in der frühen Bronzezeit wurde der Ort im 19. Jahrhundert v. Chr. als unbefestigtes Dorf neu errichtet und bestand als solches bis Ende des 18. Jahrhunderts fort.
Ab ~1700 v. Chr. wuchs dieses Dorf dann jedoch auf Stadtgröße an, wurde mit einer massiven Stadtmauer gesichert und mit einem Stadttor ausgestattet. Dieses Tor ist mit am besten dokumentiert, da hier ab dieser Zeit vielleicht auch eine Kultstätte nachzuweisen ist: Im Tor scheint eine Mazzebe aufgestellt worden zu sein, davor ein steinernes Becken für Libationen, bei denen als Opfer für die in der Mazzebe präsent gedachte Gottheit wahrscheinlich bei Betreten und Verlassen der Stadt Wasser ausgegossen wurde.
Schon aus der Zeit vor 1700 stammt außerdem eine unterirdische Kammer. De Vaux hat sie wegen dort gefundener Ferkel-Knochen und einer Favissa als den unterirdischen Teil eines Tempels gedeutet, da auch in Alalach in der heutigen Türkei in einer solchen Kammer unter einem Tempel Ferkelknochen gefunden wurden. Jill Katz hält De Vaux’ Interpretation für einigermaßen überzeugend, obwohl dafür angenommen werden muss, dass der über dieser Kammer vermutete Tempel spurlos verschwunden und archäologisch nicht mehr nachweisbar ist, und obwohl auch die nur wenige Tonscherben enthaltende „Favissa“ kaum diesen Namen verdient. Mervyn D. Fowler dagegen hat sowohl gegen den religiösen Charakter der unterirdischen Kammer als auch des Stadttors argumentiert; im letzteren Falle mit dem Hinweis darauf, dass die Mazzebe andernorts gefunden wurde und man nur wegen eines Podests ihren ursprünglichen Standort im Tor vermutet. Spätere Archäologen schlossen sich jedoch in beiden Fällen der Interpretation von de Vaux an, nicht der von Fowler.
De Vaux geht weiterhin davon aus, dass spärliche Funde darauf hindeuten, dass die mittelbronzezeitliche Stadt auch noch in der Spätbronzezeit (16.–13. Jhd.) bewohnt war, und datiert die nächste Siedlungsphase („Phase VIIa“), die für ihn lückenlos an die spätbronzezeitliche Phase anschließt, in den Anfang der frühen Eisenzeit (12. Jhd.). Israel Finkelstein jedoch hat eingewandt, dass tatsächlich fast nur die Funde in Tell el-Fārʿas Gräbern in die Spätbronzezeit und kein einziger Fund sicher in die Früheisenzeit datiert werden kann, so dass Tell el-Fārʿa nach Anfang der Spätbronzezeit (16. Jhd.) wieder für mehrere Jahrhunderte verlassen gewesen zu sein scheint. Jüngere Archäologen haben ihm darin zugestimmt (aber siehe im nächsten Abschnitt). Sollte Tell el-Fārʿa also in der Tat Tirza sein, ist mindestens die biblische Auskunft in Josua 12,24 , Tirza sei am Übergang von Spätbronze- zu Früheisenzeit durch die Israeliten von Kanaanäern erobert worden, unrichtig.
Tell el-Fārʿa gehört damit gemeinsam mit den geschichtlich sehr wichtigen Orten Jerusalem, Dotan und Gibeon zu einer Ortsgruppe, die in der mittleren Bronzezeit und frühen Eisenzeit besiedelt waren, in der Spätbronzezeit aber nicht, und in denen dennoch auch zu dieser Zeit die Gräber der Ortschaft weiterhin in Gebrauch waren. Diese merkwürdige Siedlungsgeschichte wird von Historikern noch nicht gut verstanden.
Besonders bemerkenswert ist unter den Gräbern ein sog. „Doppel-Pithos-Begräbnis“, das bei anderen Fundorten als Indiz für die Präsenz von Seevölkern oder Hethitern interpretiert wird (s. Religion der Philister).

### Eisenzeit

#### Zahl und Datierung der einzelnen Siedlungsphasen
De Vaux interpretierte seine Ausgrabungsergebnisse so, dass sich in der Eisenzeit fünf aufeinanderfolgende Siedlungsphasen („Straten“) unterscheiden ließen. Seit den späten 90ern hat es sich stattdessen durchgesetzt, diese zu den nur vier Phasen VIIa, VIIb, VIIcd und VIIe zusammenzunehmen.
Stratum VIIcd gehört wegen der ausgegrabenen und „Samaria-Ware“ genannten Keramik sicher überwiegend in das 8. Jhd. Für Stratum VIIb hat kürzlich die Radiokarbonmethode ergeben, dass die Errichtung eines in dieses Stratum gehörenden Wohnhauses zwischen 990 und 936 v. Chr. geschehen sein muss, während die zu dieser Schicht gehörige Keramik neuerdings ins späte 10.–9. Jahrhundert datiert wird. Stratum VIIa wurde in der jüngeren Forschung in die frühe Eisenzeit II (ab 10. Jhd.) datiert, weil in diesem Stratum mehrere Formen der für früheisenzeitliche Berglandsiedlungen des Alten Israel eigentlich typischen Keramik nicht gefunden wurden, doch das ist mit der Veröffentlichung der neuen Radiokarbon-Daten überholt. Damit lässt sich immerhin der geschichtliche Rahmen der Entwicklung von Tell el-Fārʿa einigermaßen sicher bestimmen:

#### Stratum VIIa (Früheisenzeit)
Nachdem der Ort in der mittleren Bronzezeit verlassen worden war, nur noch die Gräber weiter genutzt wurden und Gebäude wie Befestigung der Stadt nach und nach verfallen waren, siedelten sich vor dem 10. Jhd. – wegen der Radiokarbon-Datierung der nächsten Schicht durch Fenollós und Caramelo recht sicher im 11. Jhd., vielleicht auch schon im 12. Jhd. v. Chr. – wieder erste Bewohner an und bauten den Ort als nur etwa 1 ha großes unbefestigtes Dorf wieder auf.

##### Architektur
Anders als im Zentralgebirge üblich errichteten sie keine Vierraumhäuser, sondern Dreiraumhäuser. Ist de Vaux’ Interpretation der Mazzebe korrekt, scheint sie auch in dieser Zeit im Torbereich kultisch verehrt worden zu sein, woraus die Ausgräber schließen, dass der Ort von der selben, zur selben Gottheit betenden Volksgruppe wiedererschlossen worden sein muss, die dann also über mehrere Jahrhunderte andernorts oder außerorts als Bergland-Nomaden gelebt haben müsste.

##### Kultische Kleinfunde
Neben den besagten Dreiraumhäusern wurde außerdem direkt über der unterirdischen Kultstätte ein größeres Wohnhaus gebaut, in dem auch die Bronzefigurine einer nackten Frau mit Kind gefunden wurde. Auch in der nächsten archäologischen Schicht (Stratum VIIb) wurde in einem anderen Haus die Ton-Figurine einer nackten musizierenden Frau gefunden, außerdem ein tönerner Pferdekopf, der vielleicht zu einem kultischen Gefäß für Libationen gehört hatte, und ein Schrein-Modell.
Damit ist zwar unsicher, ob in der mittleren Bronzezeit der Torbereich und die unterirdische Kammer kultische Funktion hatten; diese eben genannten vier Funde aus der frühen und mittleren Eisenzeit jedoch machen es sehr wahrscheinlich, dass spätestens zu dieser Zeit in Tell el-Fārʿa eine kanaanäische Religion praktiziert wurde, zu der die Verehrung der Göttin Aschera, Astarte oder Hathor gehörte.
Ein weiterer erwähnenswerter Fund ist schließlich eine Gruppe von Stempelsiegeln und Skarabäen. Gut datierbar sind darunter nur zwölf: Acht Stück kommen aus Stratum VIIb, ein Siegel und ein Skarabäus aber auch schon aus Stratum VIIa und zwei Stempelsiegel noch aus Stratum VIIcd (interessanterweise nur aus dem Teil, der früher als eigenes Stratum VIIc interpretiert wurde). Dass sich gerade im reichsten Stratum VIId keine mehr finden, ist sehr auffällig.
Funktional dienten solche Siegel wahrscheinlich vor allem als segnende und schützende Amulette (und nicht als luxuriöser Schmuck, s. u.); das in Tell el-Fārʿa häufigste Motiv – Gazelle oder Antilope – war wahrscheinlich Attribut-Tier von und deshalb Symbol für eine Göttin und passt damit gut zur Göttinnen-Verehrung, auf die die beiden bereits erwähnten Figurinen hinweisen.
Zu diesen Figurinen hinzu gesellen sich aus Stratum VIIb und Stratum VIId noch zwei weitere Amulette ägyptischen Stils, die vermutlich gemeinsam mit den Skarabäen Indizien für Beziehungen nach Bet Scheʾan nahe Rehov sind.

#### Stratum VIIb (Anfang mittlere Eisenzeit)

##### Architektur und Zerstörung
Nach biblischer Chronologie entspricht diese Phase der Zeit, zu der der israelitische König Jerobeam I. die Hauptstadt Israels nach Tirza verlegt haben soll. Vermutlich auch deshalb nimmt noch Jasmin um 2013 mit den älteren Ausgräbern an, dass zu dieser Zeit auch die Stadtmauer und das Tor aus der mittleren Bronzezeit renoviert worden seien. Es ist aber klar erkennbar, dass einzelne Gebäude über die Reste der alten Stadtmauer gebaut wurden; fast sicher blieb Tell el-Fārʿa also während der gesamten Eisenzeit unbefestigt.
Das Tor jedoch wurde wiedererrichtet, dabei aber umgestaltet: Die Öffnung nach außen wurde vermauert und Bänke zum Libations-Becken hinzugebaut, wonach das einstige Tor als offener religiöser Schrein fungiert zu haben scheint.
Auch sonst wurde der Ort in dieser Phase weiter ausgebaut. Bis auf welche Größe er dabei erweitert wurde, ist unsicher, da er bisher nur teilweise ergraben wurde. Geht man davon aus, dass die Ortsgrenzen der Eisenzeit immerhin grob denen der mittleren Bronzezeit entsprachen, kann er aber keine 5 ha gemessen haben. Der Hügel bietet maximal Platz für eine Siedlung von 8 ha.
Sollte daher Tell el-Fārʿa wirklich Regierungssitz der frühen israelitischen Könige gewesen sein, waren diese demnach kaum bessere Bürgermeister und herrschten über eine Städtchen, das größenmäßig den phönizischen Städten an der westlichen Küste weit unterlegen war, auch nicht an die nördlichen Städte im Tale Jesreel heranreichte und selbst kaum an die Vielzahl an Kleinstädten, die zur selben Zeit südlich im Ajalon-Tal und der Schefela entstanden.
Am Ende dieser Phase wurde Tell el-Fārʿa zerstört. Gemeinhin wird angenommen, dass diese Zerstörung König Omri zuzuschreiben sei, dass von ihr in 1 Kön 16,18  berichtet wird und dass ab Phase VIIcd also Omri in Tirza geherrscht habe, bevor er sechs Jahre später seinen Regierungssitz ins neu gegründete Samaria verlegte. Nach Kleimans Deutung der Keramik aus den Schichten VIIb und VIIcd dagegen müsste man zwischen beiden Phasen von einer Siedlungslücke von mehreren Jahrzehnten ausgehen. Bisher ist diese Deutung noch unwidersprochen; zwingend ergibt sie sich aus der Keramik aber nicht – erst die aktuell laufenden Ausgrabungen werden hier vielleicht Klarheit bringen.

##### Harmonie mit biblischem Zeugnis
Nimmt man das bisher Gesagte zusammen, unterscheidet sich Tell el-Fārʿa mit Gräbern, materiell nachweisbarem religiösen Kult, Dreiraumhäusern statt Vierraumhäusern und unüblicher Keramik in gleich vier Hinsichten von den „normalen“ Berglandsiedlungen im Zentralgebirge der frühen Eisenzeit Palästinas. Auch Stempelsiegel sind nicht typisch für das Zentralgebirge; die örtlich und graphisch nächsten Parallelen stammen aus Tell Rehov in der Jesreelebene, die allein graphisch noch näheren Parallelen aus Beit Schemesch, Lachisch, Tell Beit Mirsim und Tell al-Fārʿa (Süd) in der Schefela. Diese fünf Merkmale Tell el-Fārʿas machen es daher eher unwahrscheinlich, dass hier dieselben Volksgruppen gelebt haben wie in „gewöhnlichen“ Gebirgsorten. Stattdessen hat Tell el-Fārʿa auch in diesen Hinsichten (wie schon hinsichtlich der Siedlungsgeschichte) mehr gemein mit den Ausnahme-Orten Jerusalem, Dotan und Gibeon.
Folgt man dann noch bei der Datierung des Endes dieser und des Anfangs der nächsten Schicht der Interpretation von Kleiman und Finkelstein, hieße das insgesamt: Tell el-Fārʿa war in der Spätbronzezeit keine kanaanäische Königsstadt (sondern war gar nicht besiedelt), war zur Zeit der frühen israelitischen Könige nur unsicher israelitisch, zudem unbefestigt und immer noch keine mächtige Stadt, und wurde auch nicht nach einer Eroberung Omris durch diesen ausgebaut. Dies sind die einzigen harten Daten, die die Bibel zu Tirza bietet – und keines davon stimmt zusammen mit den Ergebnissen der Grabungen in Tell el-Fārʿa.
Dennoch haben gerade Kleiman, Finkelstein und z. B. Omer Sergi versucht, immerhin Stratum VIIb mit den biblischen Erzählungen besser in Einklang zu bringen: Wenigstens zu dieser Zeit habe es sich bei „Tirza“ doch um eine echte Königsstadt gehandelt:
[Die neue Interpretation der Chronologie] ermöglicht, Stratum VIIb als Zentrum eines territorialen Reiches zu interpretieren, das reiche Evidenz für soziale Stratifikation bietet (z. B. Wohnviertel und Straßen), öffentliche Einrichtungen (z. B. den Schrein im alten mittelbronzezeitlichen Torbau), kultische Aktivitäten (z. B. das Schrein-Modell), Fernstreckenhandel (z. B. zyprische Black-on-Red-Ware) und Luxusgüter (z. B. grafische Darstellungen [wie die Stempelsiegel]).

#### Stratum VIIcd (mittlere Eisenzeit)
Die eigentliche Blütezeit von Tell el-Fārʿa ist Stratum VIIcd: Die Stadt wurde neu und größer aufgebaut. In diesem Zuge wurde im einstigen Tor auch das Libationsbecken erneuert und vergrößert; der religiöse Kult im Tor scheint also auch hier fortgeführt worden zu sein.
Vor allem aber wird in dieser Phase anstelle des zerstörten Wohnhauses über der unterirdischen Kammer ein 440 m2 messender Palast errichtet. Auch sonst ist nach der Interpretation von de Vaux eine deutliche soziale Schichtung gut erkennbar. Für de Vaux gliedert sich die Stadt nun nämlich in drei Viertel: In Palast und (religiöse?) Toranlage zum ersten, in ein Stadtviertel mit größeren „Patrizier-Häusern“ zum zweiten und in ein (durch einen Zaun von diesen abgetrenntes!) Armenviertel zum dritten.
Ist das richtig, kann man an in wenigen Städten so deutlich beobachten wie in Tell el-Fārʿa, wie das israelitische Königtum des 8. Jahrhunderts zur Verarmung großer Teile der israelitischen Bevölkerung führte und tiefe soziale Gräben in der israelitischen Gesellschaft grub, was dann im selben Jahrhundert die sozialkritischen Propheten Jesaja, Amos und Micha auf den Plan rief.
Auch diese Interpretation der Ausgrabungsfunde von de Vaux ist aber kritisiert worden; Thomas McClellan etwa erklärt das Nebeneinander von reicheren und ärmeren Häusern stattdessen damit, dass die ärmeren tatsächlich in ein anderes Stratum gehören. Auch hier wird man die Ergebnisse der aktuellen Ausgrabungen abwarten müssen.

#### Stratum VIIe (Eisenzeit IIc)
Phase VIIcd währte gut 100–150 Jahre. Danach wurde die Stadt erneut zerstört, was sehr einheitlich mit einem der assyrischen Feldzüge Ende des 8. Jahrhunderts erklärt wird. Die Assyrer scheinen nach der Keramik zu urteilen in Stratum VIIe zu Beginn Eisenzeit IIC noch kurz vom Palast aus geherrscht zu haben, nach der Eroberung setzte jedoch rasch ein Niedergang der Stadt ein. Ende des 7. oder Anfang des 6. Jahrhunderts scheint sie ganz verlassen und die Ruinen nur noch gelegentlich Behausung von Nomaden gewesen zu sein.

#### Tell el-Fārʿa heute
Heute werden auf dem noch nicht ausgegrabenen Teil des Ruinenhügels von den Bewohnern des 1 km entfernten UNRWA-Flüchtlingscamps Farʿa landwirtschaftliche Felder bestellt: Die einstige Königsstadt Israels dient nun der Versorgung von vertriebenen Palästinensern.